# Санофи
Sanofi S.A.  (произн. Санофѝ) е френска мултинационална фармацевтична компания, със седалище в Париж, Франция, която към 2013 г. е пета в света по продажби на предписвани по рецепта лекарства. Първоначално компанията е основана през 1973 г., слива се с Synthélabo (контролирана от L’Oréal) през 1999 г., като образува Sanofi-Synthélabo. През 2004 г. Sanofi-Synthélabo се обединява с Aventis и се преименува на Sanofi-Aventis, всяка от които е продукт на няколко предишни сливания. Сменя името си обратно на Sanofi през май 2011 г. Подпомагана от научноизследователска дейност от световно равнище, Sanofi развива водещи позиции в седем основни терапевтични области: сърдечно-съдова, тромбоза, онкология, метаболизъм, централна нервна система, вътрешни болести и ваксини. Служителите на Sanofi наброяват над 100 000, от които 35 000 медицински представители, работещи в 100 държави от петте континента. Sanofi отчита консолидирани продажби в размер на 36,12 млрд. евро през 2019 г. и инвестира 5,9 млрд. евро (2018 г.) за научноизследователска дейност и развитие. Акциите на Sanofi се котират във френския клон на европейската фондова борса Euronext в Париж (борсов код: SAN) и на NASDAQ в Ню Йорк (борсов код: SNY). Компанията е компонент на борсовия индекс Euro Stoxx 50.

## Дейност
Основните подразделения на компанията Sanofi са:
- Sanofi Pasteur – производство на ваксини; оборотът през 2016 г. възлиза на 4,577 млрд. €;
- Sanofi Genzyme – иновационна биотехнологична компания; оборотът през 2016 г. възлиза на 5,019 млрд. €;
- Diabetes and Cardiovascular – средства за лечение на диабет и сърдечно-съдови заболявания; оборотът през 2016 г. възлиза на 6,397 млрд. €;
- General Medicines & Emerging Markets – общи медикаменти и работа на нови пазари; оборотът през 2016 г. възлиза на 14,5 млрд. €;
- Consumer Healthcare – здравеопазване; оборотът през 2016 г. възлиза на 3,33 млрд. €;
- Animal Health – ветеринарна продукция; оборотът през 2016 г. възлиза на 2,708 млрд. €;

Компанията Sanofi също е основател на няколко фонда:
- Aventis Foundation[7] – благотворителна дейност в сферата на изкуствата, обществения живот, науката;
- Fondation Sanofi-Espoir[8] – благотворителна дейност в сферата на здравеопазването в развиващи се страни;
- Patient Assistance Foundation – благотворителна програма за жители на САЩ, които нямат финансова възможност да си купуват лекарствени препарати.

### Ваксина срещу COVID-19
Sanofi, заедно с GSK подписва сделка с организираното от американското правителство партньорство Operation Warp Speed за предоставяне на 100 милиона дози ваксина COVID-19 за най-много 2,1 милиарда щатски долара, ако ваксината бъде одобрена.
Към август 2020 г. се отчита, че разработката на ваксината срещу COVID-19 от Sanofi изостава, като се очаква одобрение за използване едва през първата половина на 2021 г. В началото на март 2021 г. Sanofi обявява, че ваксината може да стигне до пазара през 4-тото тримесечие на 2021 г.

## Акционери
Към 31 декември 2013 г.::с. 185
- Разбивка на собствеността върху акциите: 8,93% са на L'Oréal, са 0,27% собствени акции (treasury shares) и 1,31% са на служителите. Останалите 89,49% се търгуват публично.